# Петър Корнажев
Петър Захариев Корнажев е български политик и юрист, професор, депутат в Седмото велико народно събрание (1990 – 1991) и министър на правосъдието в правителството на Любен Беров (1993 – 1994).

## Биография
Петър Корнажев е роден в София на 23 август 1930 г. Завършил е Юридическия факултет на Софийския университет „Св. Климент Охридски“, започва работа като адвокат от 1954. Автор е на многобройни научни и публицистични материали – десет книги, множество публикации и статии в български списания и вестници, голяма част от които са преведени на немски, френски, полски и руски език. Бил е депутат във Великото народно събрание и заместник-председател на парламентарната група на СДС, заместник-председател на Изпълнителното бюро на БСДП и член на Координационния съвет на СДС, председател на Съюза на българските фондации и заместник-председател на Българската секция на Световната асоциация по наказателно право. След 10 ноември 1989 ръководи възстановения Български адвокатски съюз и фондацията „Янко Сакъзов“.
По време на процеса срещу българските медици в Либия сътрудничи на адвоката от българска страна Владимир Шейтанов.

## Други
Владеел е немски, руски и латински език.

## Публикации
Някои статии:
- Странни случаи, списание Общество и право, брой 6/1980
- „Прости“ казуси, „сложни“ съдби, списание Общество и право, брой 9/1981
- Реториката – изкуство или наука, списание Общество и право, брой 3/1982
- Венецът на Вазов, списание Общество и право, брой 4/1983
- Пледоария за „съперника“, списание Общество и право, брой 7/1983